# Luwan

District Luwan

Luwan (Vereenvoudigd Chinees: 卢湾区, Traditioneel Chinees: 盧灣區, pinyin: Lúwān Qū, betekenis Lu's baai) is een district in het centrum van Shanghai, in Puxi. Het district heeft een oppervlakte van 8,05 km² en telde in 2001 350.000 inwoners.
De wijk bevindt zich ten zuiden van het district Huangpu en het Volksplein. Historisch gezien behoorde de wijk tot de Franse Concessie van Shanghai en was het een van de betere woonwijken. De statige lanen worden afgeboord met platanen die meer dan 100 jaar geleden uit Frankrijk waren geïmporteerd. Historische woningen van onder meer Sun Yat-sen, Mao Zedong, Zhou Enlai situeren zich in dit district. Nog steeds is het een van de rijkere stadsgedeeltes met in het noorden van het district de Huaihai, een straat met de grote internationale modewinkels en de klasserestaurants. De wijknaam refereert aan de baai van Lu, een baai ter hoogte van een knik in loop van de Huangpu Jiang.
De Lupubrug verbindt de wijk met het oostelijke deel van de stad en het nieuwe zakencentrum van Pudong.

## Stedenband
Het district Luwan heeft een stedenband met
- Neyagawa, Japan - sinds 1994

## Galerij

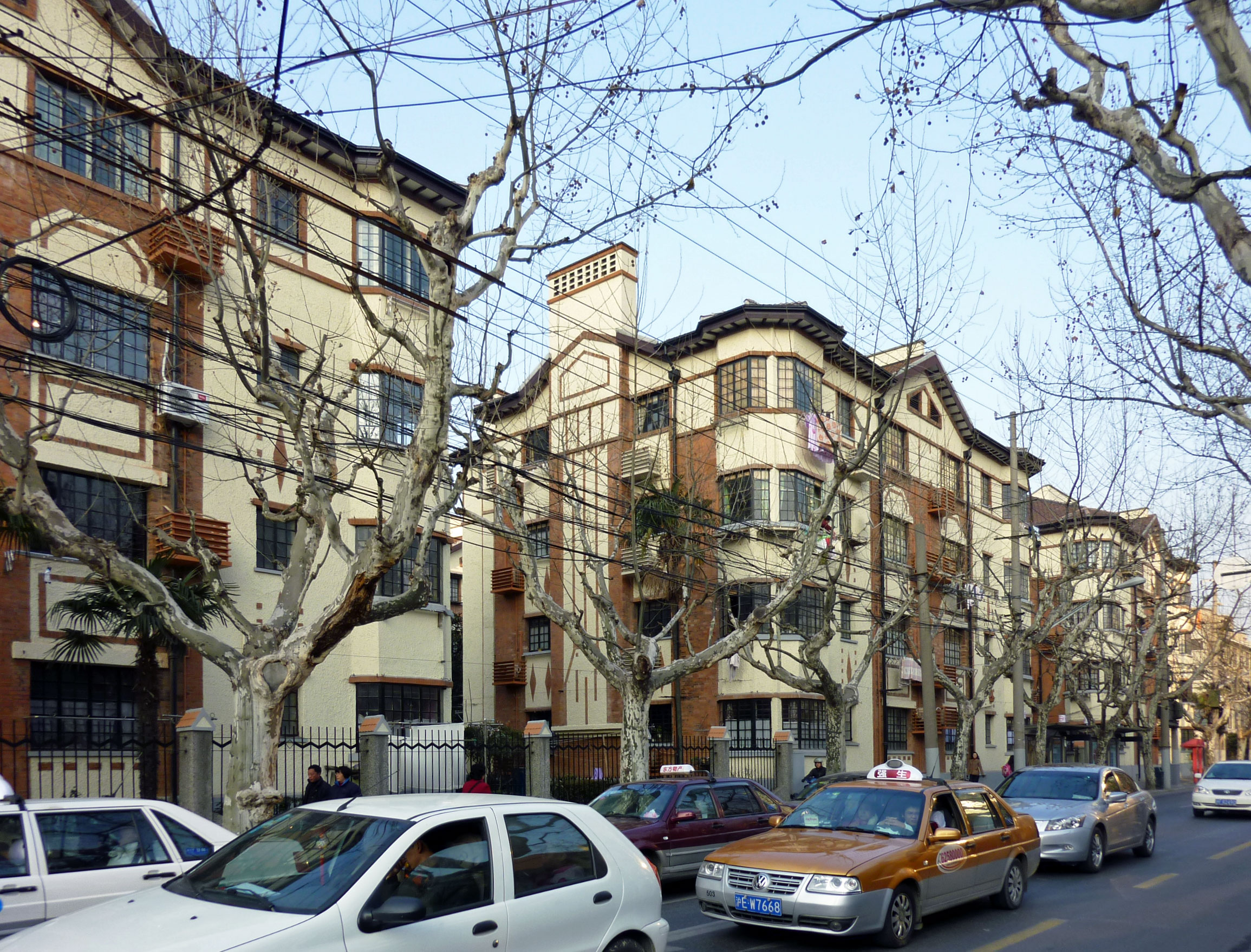
King Albert Appartementen
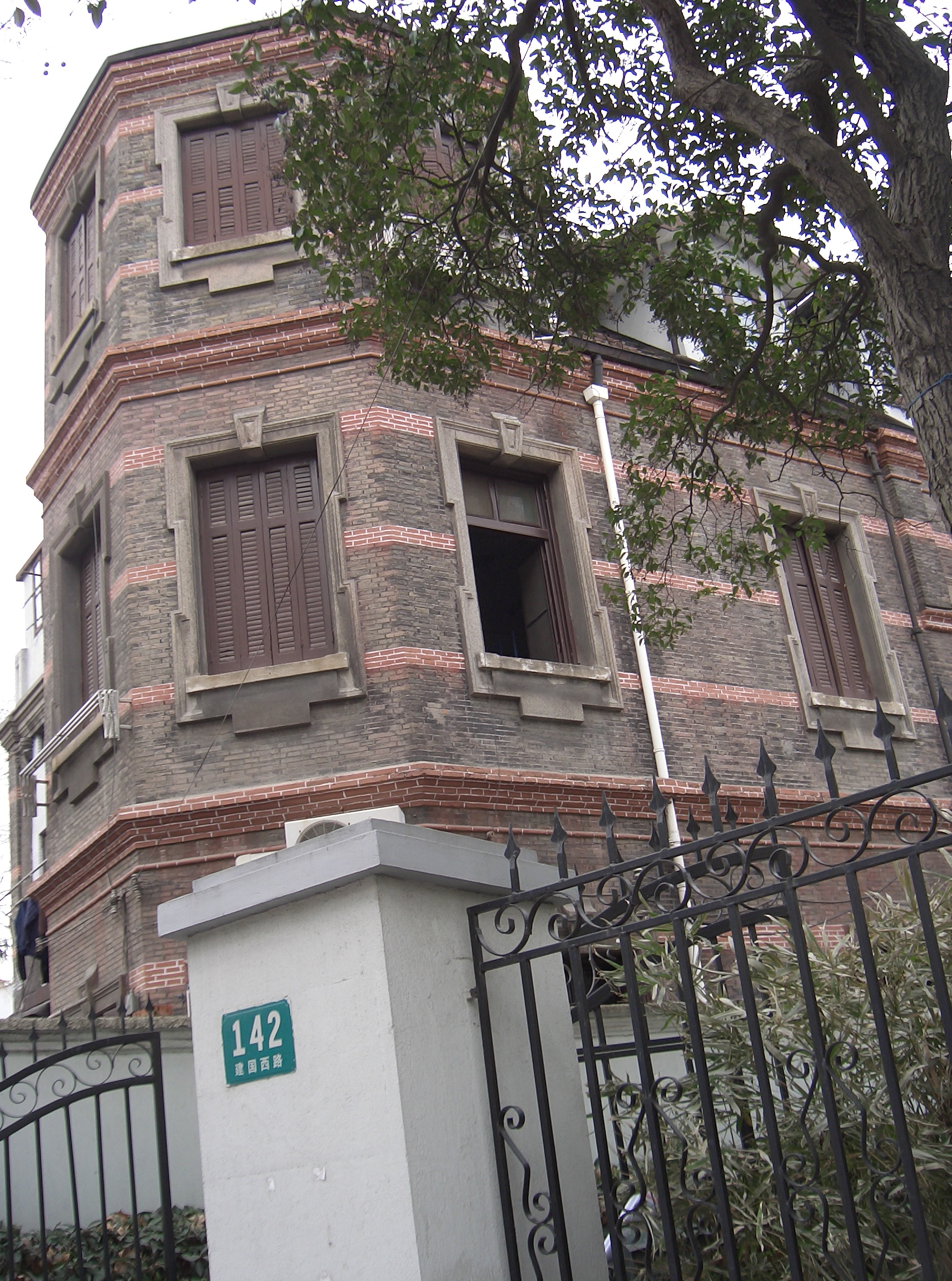
gebouw in Franse stijl in Luwan
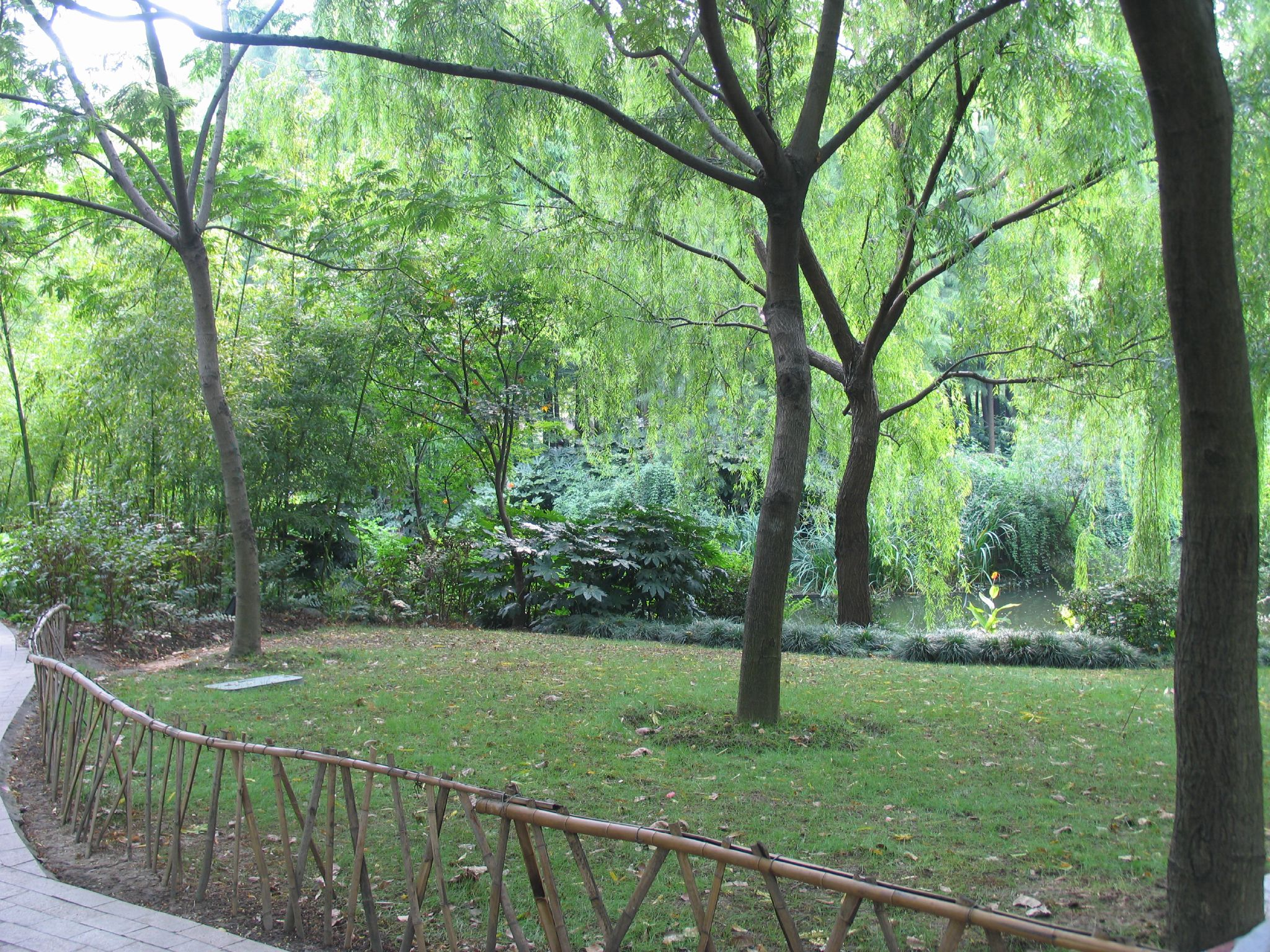
Huaihai Park
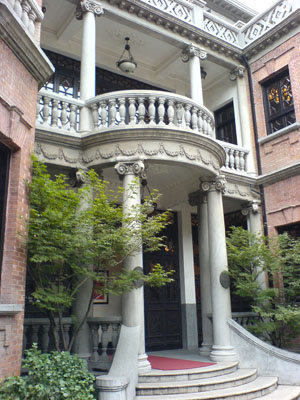
Woning in de Xintiandi wijk in Luwan
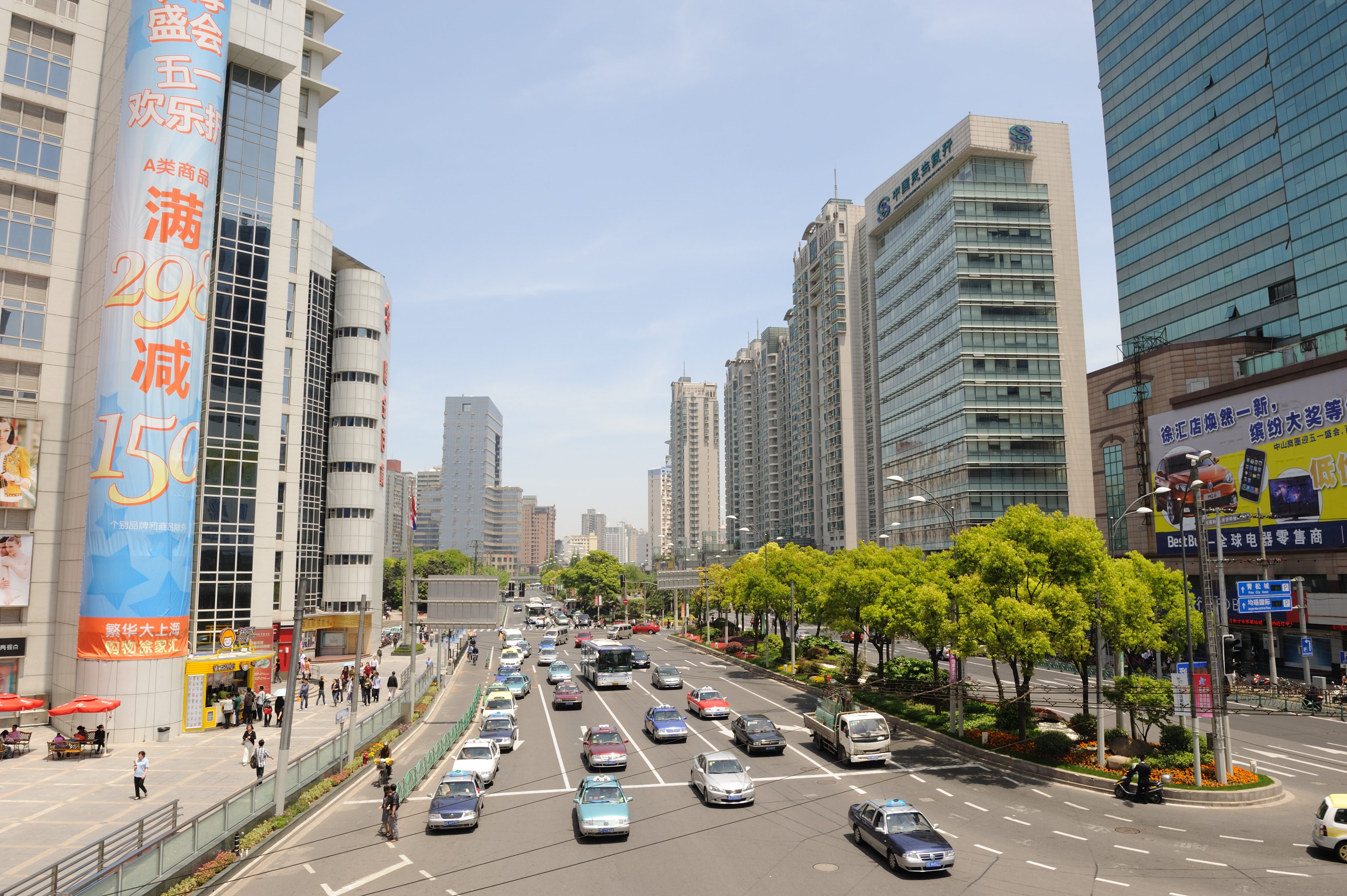
Zhaojiabang